# Castello di Pevensey
Il castello di Pevensey è un castello medievale ed ex forte romano della costa sassone a Pevensey, nella contea inglese dell'East Sussex. Il sito è un monumento classificato, affidato alla cura dell'English Heritage ed è aperto ai visitatori. Costruito intorno al 290 d.C. e noto ai romani come Anderitum, il forte sembra essere stato la base di una flotta chiamata Classis Anderidaensis. Le ragioni della sua costruzione non sono chiare; a lungo ritenuto parte di un sistema difensivo romano per proteggere le coste britanniche e galliche dai pirati sassoni, è stato più recentemente suggerito che Anderitum e gli altri forti della costa sassone furono costruiti da un usurpatore nel tentativo, fallito, di impedire a Roma di reimporre il suo controllo sulla Britannia.
Anderitum cadde in rovina dopo la fine dell'occupazione romana ma fu rioccupato nel 1066 dai normanni, per i quali divenne un fondamentale baluardo strategico. All'interno delle mura romane fu costruito un mastio in pietra e una fortificazione che dovette affrontare diversi assedi. Sebbene la guarnigione per due volte fu costretta ad arrendersi per fame, il castello non fu mai preso d'assalto con successo. La struttura fu occupata quasi ininterrottamente fino al XVI secolo, salvo una possibile interruzione all'inizio del XIII secolo quando fu deliberatamente danneggiato durante la Prima guerra dei baroni. Fu nuovamente abbandonato alla fine del XVI secolo e rimase un rudere fatiscente e in parte ricoperto dalla vegetazione fino a quando non fu acquisito dallo stato nel 1925.
Durante la seconda guerra mondiale, tra il 1940 e il 1945, il castello di Pevensey fu utilizzato come presidio di unità della Guardia Nazionale, degli eserciti britannico e canadese e dell'Aeronautica Militare degli Stati Uniti. Postazioni di mitragliatrici furono costruite. Nelle mura romane e medievali furono costruite postazioni di mitragliatrici per controllare la pianura intorno a Pevensey e proteggersi dalla minaccia di un'invasione tedesca. Le casematte furono lasciate sul posto dopo la guerra e sono ancora visibili oggi. Pevensey è uno dei tanti castelli normanni costruiti nel sud dell'Inghilterra.

## Posizione e dimensioni
Il castello di Pevensey fu costruito dai romani su uno sperone di sabbia e argilla che si erge a circa 10 metri (33 ft) sopra il livello del mare. In epoca romana questo sperone era una penisola che si protendeva in una laguna soggetta alle maree e in paludi, che rappresentavano una forte posizione difensiva naturale. Si ritiene che vicino al muro sud del castello, vi fosse un porto dove ora sorge il villaggio di Pevensey Bay. Un piccolo fiume, Pevensey Haven, scorre lungo il lato nord della penisola e originariamente sfociava nella laguna, ma ora è in gran parte interrato.

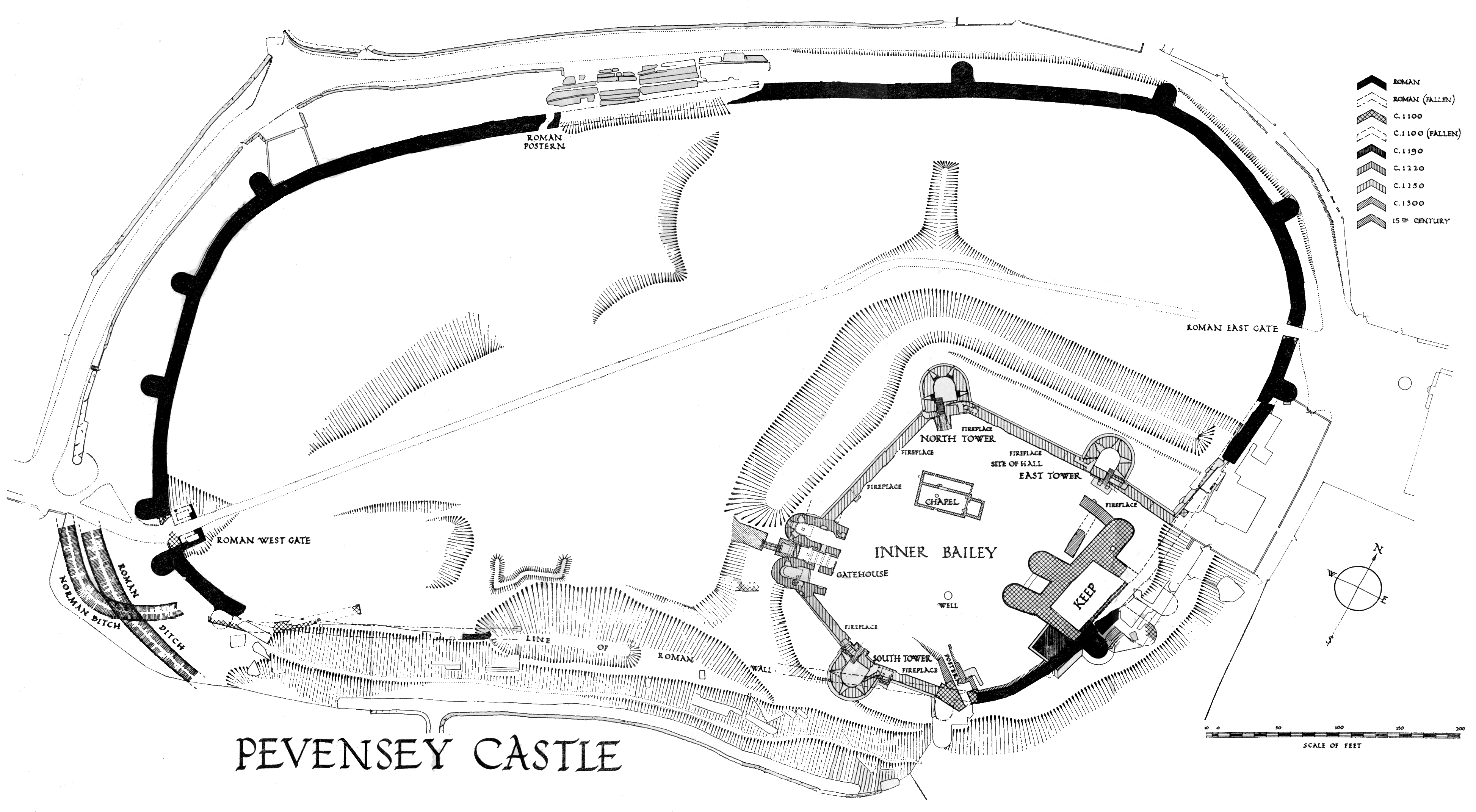
Pianta del castello di Pevensey. Si nota l'assenza del muro a sud, spazzato via dal mare

Sin dall’epoca romana, la sedimentazione e la bonifica dei terreni nella zona paludosa di Pevensey spinto in avanti la linea costiera di circa 1,5 chilometri (0,9 mi), privando il castello dello sbocco sul mare. Il terreno tra il castello e il mare è oggi una zona paludosa e pianeggiante drenata da una rete di fossati e collettori o canali di scolo dei campi. Il moderno villaggio di Pevensey è situato principalmente a est del castello, all'estremità dell'antica penisola. La Castle Road (la B2191) curva attorno al muro nord romano e collega Pevensey al vicino villaggio di Westham. Un sentiero pubblico attraversa l'interno del castello, collegando i due borghi. Immediatamente a sud del castello si trova un'area di terreno bonificato, un tempo parte della laguna tidale di Pevensey ma ora formata da paludi e campi attraversati dalla linea ferroviaria Eastbourne-Hastings.

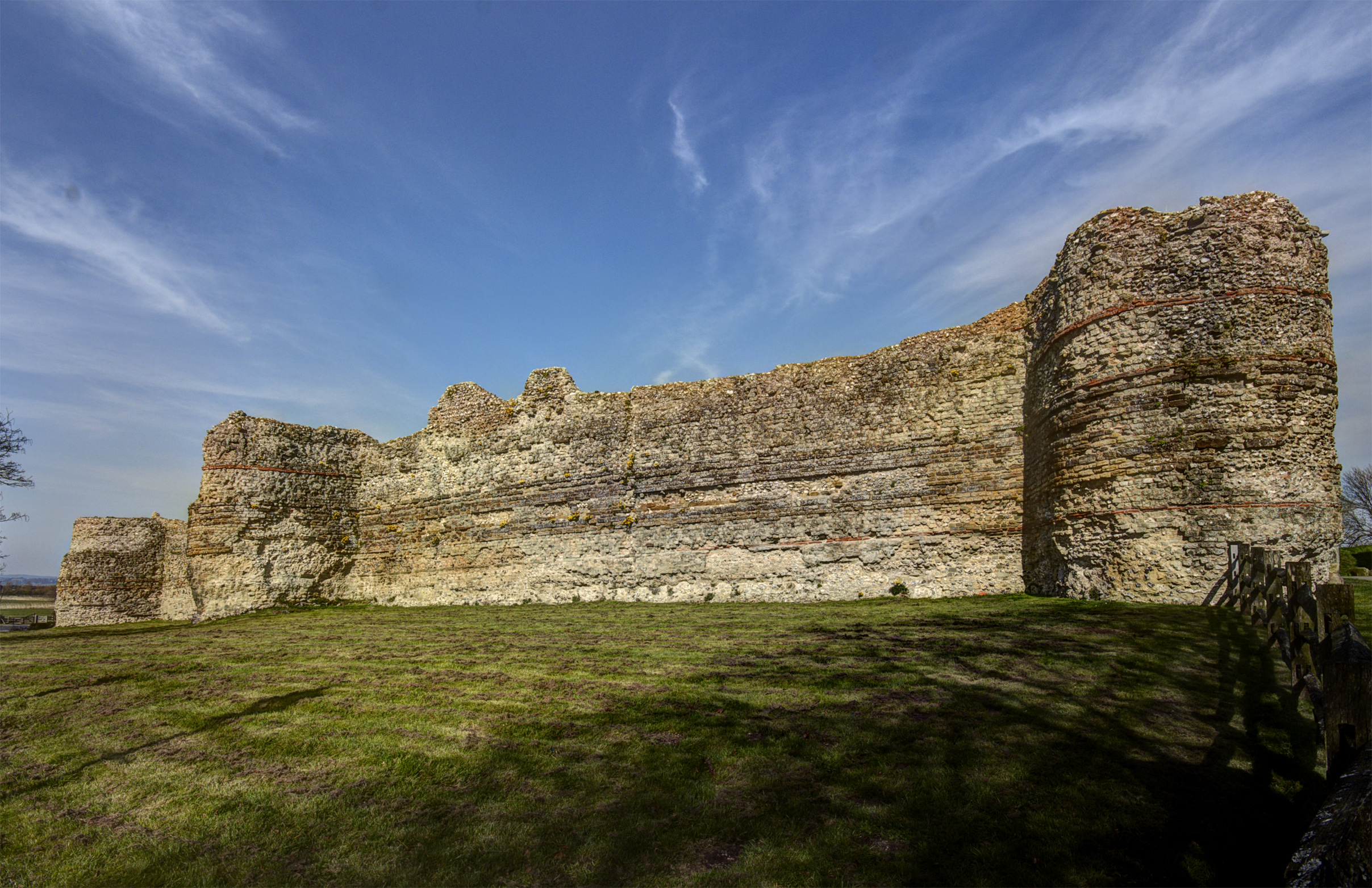
La cortina muraria romana sul lato ovest del castello

Il castello occupa un'area di circa 3,67 ettari (9,1 acri). Ha pianta ovale con orientamento nord-est/sud-ovest, misura 290 metri (950 ft) per 170 metri (560 ft). Non solo è il più grande dei nove forti della costa sassone, ma le sue mura e le sue torri sono più grandi rispetto a qualsiasi forte romano arrivato fino a noi. La sua forma è unica tra i forti della costa sassone ed è stata presumibilmente determinata dai contorni della penisola su cui sorge.

## Architettura

### Cortina muraria e torri
La cortina muraria del castello è costruita su vasta scala, con bastioni e torri sporgenti alte fino a 8,2 metri (27 ft) di altezza (probabilmente circa 9,5 metri (31 ft) di altezza quando costruito) e 4,2 metri (14 ft) di spessore alla base. Le sezioni nord, est e ovest della cortina muraria sono sopravvissute per lo più intatte, ad eccezione di un segmento caduto del muro nord; il muro sud, che sarebbe stato adiacente al mare o alla palude, è quasi del tutto scomparso. La cortina muraria è rivestita di pietra ferrosa e arenaria, sebbene la maggior parte delle pietre di rivestimento originali siano state saccheggiate nel corso dei secoli; la struttura ora visibile è costituita principalmente dal nucleo di macerie e arenaria, legati insieme con malta. File di mattoni bloccanti corrono orizzontalmente attraverso la parete. Un'idea dell'aspetto originario si può ricavare da un'area del muro nord che è stata scavata fino alle fondamenta ancora intatte, rivelando come un tempo fosse rivestita su entrambi i lati da piccoli blocchi di pietra. Originariamente il muro aveva un aspetto a gradoni con almeno due livelli di gradini sulla facciata interna, anche se non è rimasta alcuna indicazione di come la guarnigione raggiungesse la sommità. Nella parte superiore della cinta muraria sono ancora visibili i resti delle merlature medievali, che probabilmente sostituirono quelle romane.
Le torri a forma di D lungo la cortina muraria sono simili a quelle di molti altri forti della costa sassone, sebbene la loro posizione sia alquanto insolita. Poiché il forte era in parte circondato da paludi e acqua, che fornivano difese naturali, i romani risparmiarono costruendo torri solo nei settori più vulnerabili a nord-est e nell'estremo ovest. Le torri probabilmente servivano per montare armi di artiglieria come catapulte e balestre pesanti.

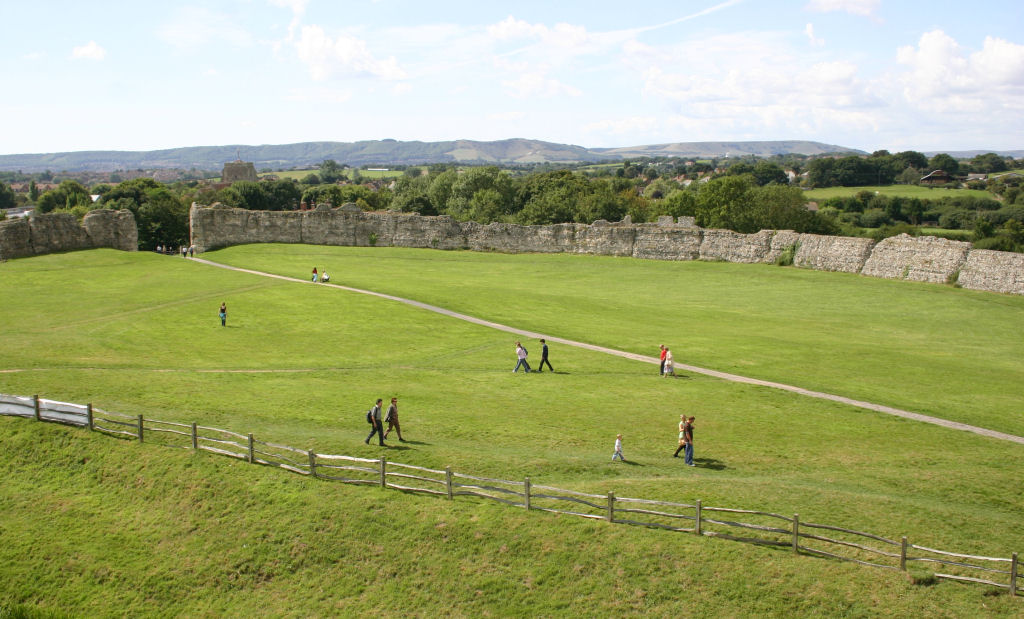
Vista dal cortile interno che mostra i lati interni ovest e nord delle mura romane. Il cancello principale ovest è a sinistra.

Sopravvivono ancora dieci torri, anche se in origine avrebbero potuto essere di più, visto che il muro sud è andato perduto.

### Porte
Il forte romano aveva due ingressi principali, uno sul lato est e l'altro su quello ovest, sorvegliati da gruppi di torri. La porta occidentale copriva l'accesso verso terra tramite la strada rialzata che collegava Pevensey alla terraferma. Un fossato tagliava in due la strada rialzata, che conduceva a un corpo di guardia rettangolare con un unico arco di circa 2,4 metri (7 ft 10 in) largo, con una torre a forma di D su ciascuna estremità da cui gli arcieri potevano scoccare attraverso le aperture. L'ingresso principale del forte della costa sassone a Portchester, costruito nello stesso periodo, aveva una pianta molto simile. Del corpo di guardia romano, sostituito in epoca medievale, non rimane più nulla, mentre di quello medievale restano solo poche pietre.

La porta orientale, larga 2,8 metri (9 ft 2 in) è ancora in piedi: per quanto ciò che è visibile ora sia principalmente medievale e ottocentesco, l'originale romano probabilmente non aveva un aspetto molto diverso. Nel muro nord è stata inserita una postierla accanto ad una sezione ora crollata. Originariamente fu costruita sotto forma di uno stretto passaggio curvo. Un'altra postierla potrebbe essere stata inserita nel muro a sud che è crollato. Ciò suggerisce che potrebbero esserci stati percorsi di accesso al forte attraverso le paludi o l'accesso da un porto, di cui non rimane traccia.

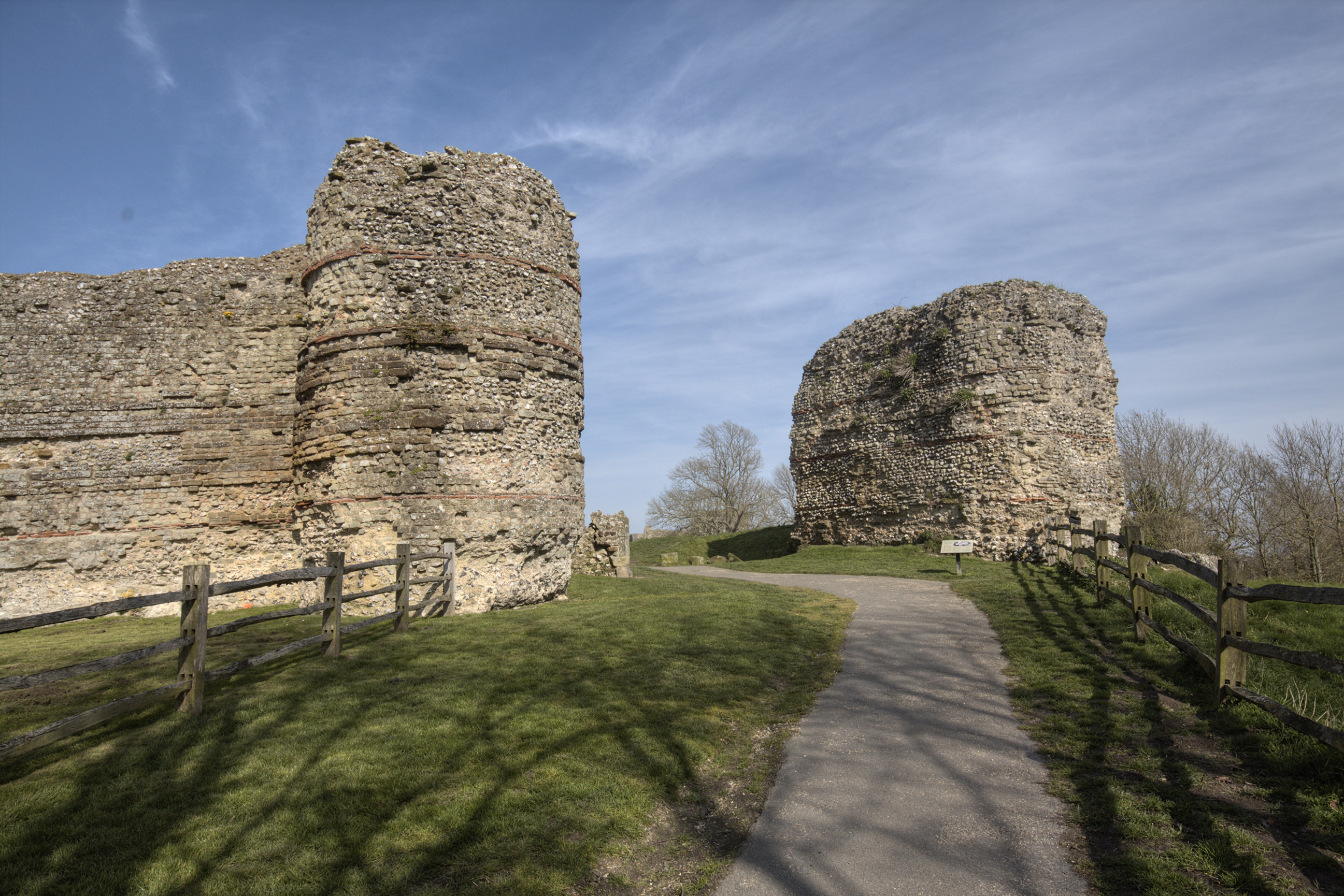
La porta occidentale era il principale ingresso via terra

### Interni
L'interno della fortezza fu rialzato artificialmente dai romani utilizzando la terra scavata per creare il fossato di fondazione, per portarlo fino al livello del gradino sporgente sul retro del muro. Gli archeologi non hanno trovato prove di edifici significativi all'interno del forte. Un certo numero di focolari romani sono situati a intervalli regolari al centro dell'interno del forte, suggerendo che potrebbero essere stati il sito di blocchi di baracche di legno. Si ipotizza che gli edifici fossero in gran parte strutture in canniccio e fango con intelaiatura in legno, che hanno lasciato poche tracce.

#### Cortile interno

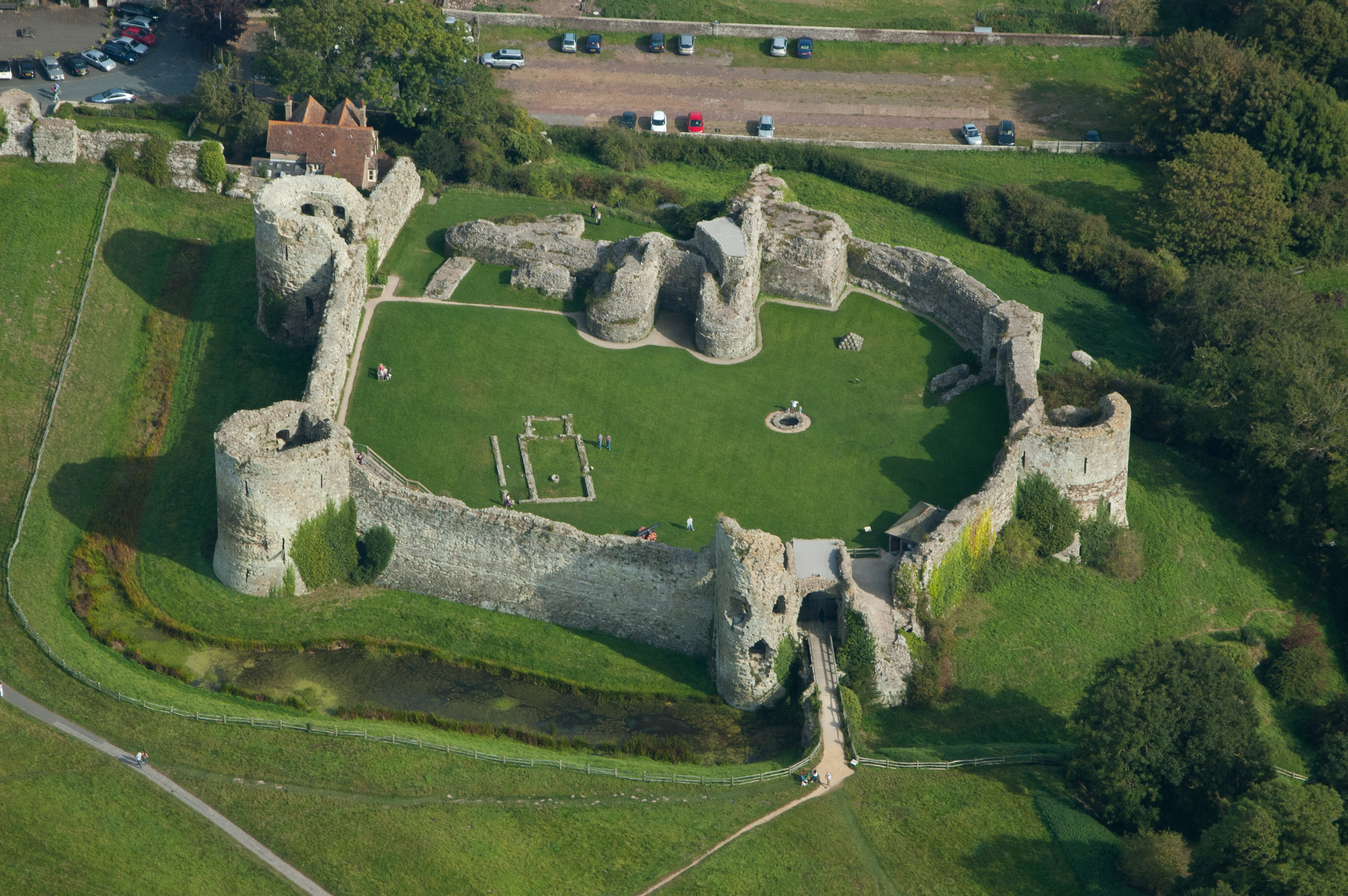
Veduta aerea del cortile interno del castello, che mostra i resti di una cappella e di un pozzo

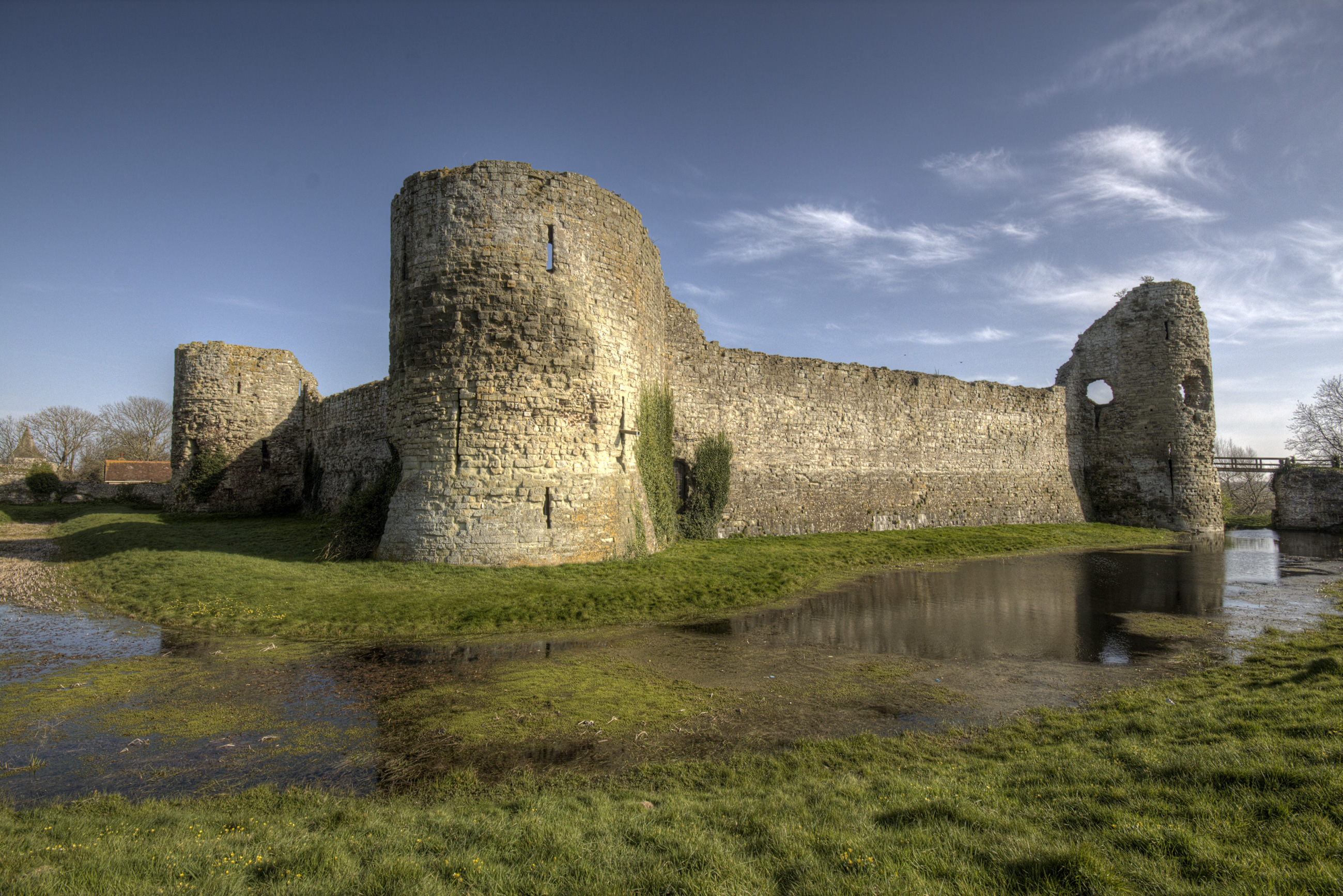
La cortina muraria medievale e il fossato del cortile interno

I normanni divisero l'interno dell'antico forte romano in due recinti fortificati, denominati cortile interno ed esterno. Il cortile interno del castello era, in effetti, un castello nel castello, costituito da una fortificazione murata con una torre ad ogni angolo, circondata da un fossato e con un mastio di disegno insolito all'estremità orientale, adiacente all'antica cortina muraria romana. Le attuali fortificazioni in pietra del cortile interno risalgono principalmente ai secoli XIII e XIV. Sostituirono le fortificazioni originali in legno e terra del cortile interno normanno, che occupava un'area molto più ampia dell'interno del forte romano. Ancora oggi sono visibili tracce del fossato normanno e del bastione in terra battuta, che si estendeva fino all'interno del forte. Il cortile interno proteggeva gli edifici domestici più importanti del castello, mentre il cortile esterno era utilizzato per edifici di minore importanza come ad esempio un granaio per il maniero di Pevensey.
Il fossato del cortile interno, alimentato da una sorgente, era probabilmente lungo più di 18 metri (59 ft) di larghezza quando fu scavato per la prima volta. Il fossato proteggeva una cortina muraria della metà del XIII secolo, ancora in gran parte intatta, che divide il cortile interno da quello esterno. Un ponte di legno di circa 20,7 metri (68 ft) collegava il cortile interno con quello esterno, anche se i costi di manutenzione ne indussero la sostituzione, nel 1405, con una strada rialzata in pietra e un fosso del ponte levatoio che si vedono ancora oggi. L'ingresso principale al cortile interno avveniva attraverso il corpo di guardia dell'inizio del XIII secolo all'estremità del ponte d'ingresso, che aveva due torri a forma di D che fiancheggiavano un passaggio d'ingresso a volta. Le torri erano costruite su tre livelli con feritoie ad ogni livello e scantinati sottostanti, che sono sopravvissuti intatti. Tramite una scala a chiocciola si accede ad uno dei piani interrati; all'altro si può accedere solo attraverso un buco nel pavimento della torre e potrebbe essere stato utilizzato come cella o prigione sotterranea. Le torri del corpo di guardia erano costruite con il retro aperto, probabilmente chiuso da un muro di legno.
Sui lati est, nord e sud della cortina muraria del cortile interno si ergono ancora tre torri. Costruite a metà del XIII secolo, avevano ciascuna tre piani a cui si accedeva tramite ingressi separati su ogni livello. L'illuminazione era assicurata da feritoie e la stanza superiore di ciascuna torre, che era l'unica ad avere un camino, era probabilmente utilizzata come zona di alloggio. Esisteva anche una latrina. L'unica a essere completata fu la torre nord; tuttavia, il suo seminterrato a volta fu in gran parte distrutto intorno al 1317 quando il tetto e i pavimenti della torre crollarono al suo interno. Non è chiaro se le torri sud ed est siano mai state completate. Un preventivo redatto nel 1317 rivela che le torri erano ricoperte di paglia, prive di merlature e di un vero e proprio tetto in piombo, ma non è noto se i lavori menzionati nel preventivo siano mai stati eseguiti. Gli interni delle torri furono sostanzialmente modificati nel 1940.

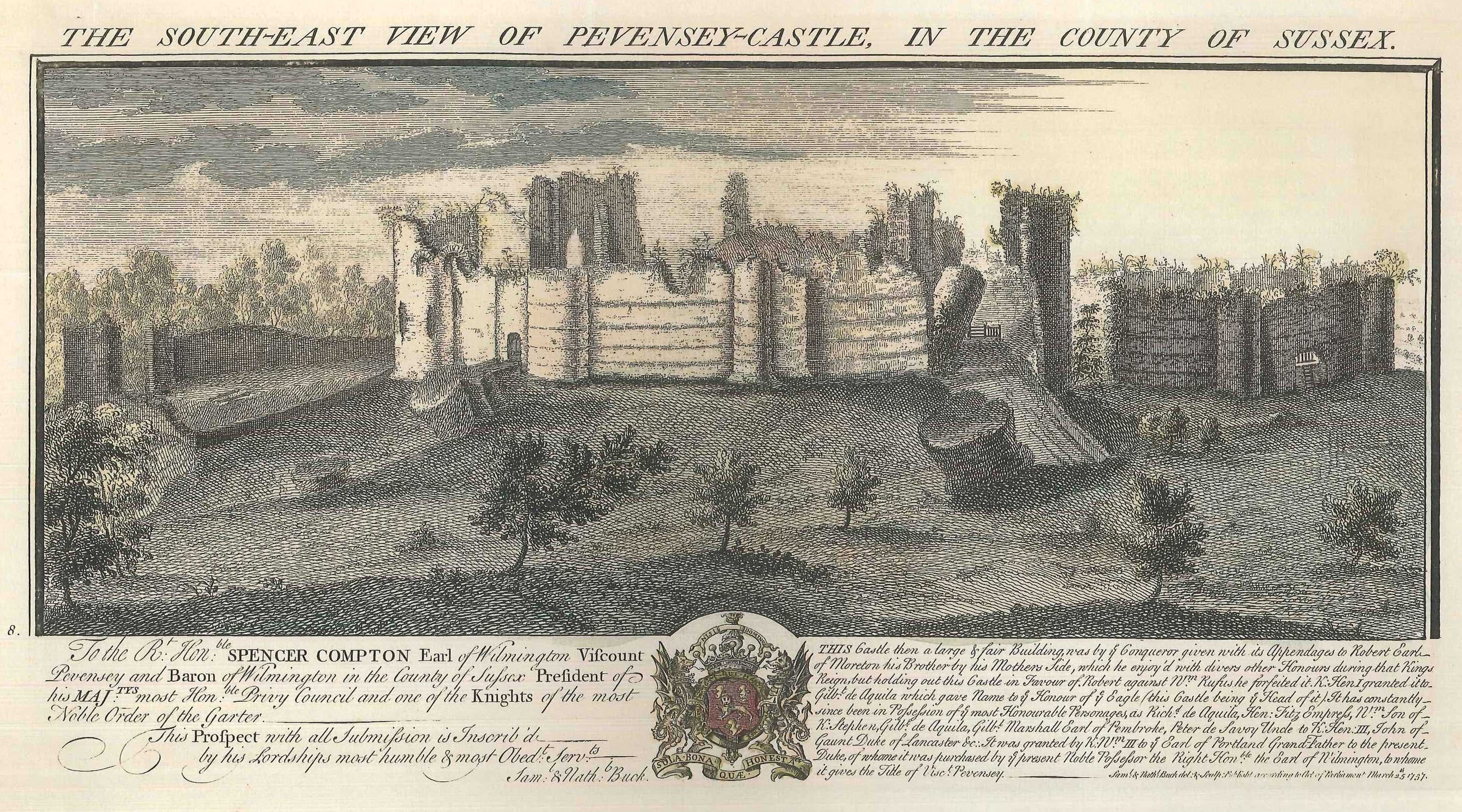
Illustrazione di Samuel e Nathaniel Buck del castello in rovina nel 1737

L'interno del cortile interno è ora un'ampia zona erbosa dominata dal ceppo del mastio sul bordo orientale, che arriva solo al primo piano. Nonostante la natura massiccia delle rovine, esse conservano poco del progetto originale a parte la pianta unica. Era costituito da un blocco rettangolare che misurava circa 16,8 metri (55 ft) per 9 metri (30 ft) internamente con sette torri sporgenti, un disegno che non si trova in nessun altro castello medievale. Dell'interno non rimane più nulla e l'unicità del suo disegno rende difficile ricostruirne la disposizione. Alcuni documenti del XIV secolo giunti fino a noi affermano che conteneva una cucina e una cappella e aveva una porta di ferro all'ingresso principale a cui si accedeva tramite una scala di legno. Come la maggior parte dei castelli normanni, l'ingresso era situato al primo piano; il piano terra è privo di aperture e sembra essere stato costruito come una solida massa di muratura riempita di argilla. La distruzione quasi totale di tutto ciò che si trovava al di sopra del primo piano fa sì che l'altezza originaria del mastio sia sconosciuta, ma potrebbe essere stato alto circa 25 metri (82 ft). Per fare un paragone, il mastio del castello di Rochester (del XII secolo) — che è il più alto torrione inglese sopravvissuto — è alto 34 metri (112 ft). Il disegno insolito del mastio potrebbe essere stato influenzato dall'architettura romana.
Il mastio subì almeno due rimaneggiamenti nella prima metà del XIV secolo, forse a causa dei danni inflitti in precedenti assedi. Una delle riprogettazioni prevedeva la costruzione di una torre quadrata adiacente che – alcuni hanno suggerito –poteva essere stata utilizzata per montare una catapulta; nel cortile interno sono ancora visibili grosse palle di pietra, utilizzate come munizioni per le catapulte. L'edificio fu registrato come fatiscente per gran parte del XIV secolo, nonostante le ripetute riparazioni, e caduto in rovina nel XVI secolo. Per secoli fu oggetto di un sistematico saccheggio delle pietre; già nel 1591 si registra che tutte le pietre migliori erano state "smontate e portate via" e che una famiglia aveva rimosso non meno di 677 carri di conci di pietra dalle pareti del mastio. Un'incisione del tardo XVIII secolo mostra i resti dell'edificio prossimi al crollo e intorno al 1880 crollò completamente. Le rovine erano in gran parte sepolte sotto un grande cumulo di terra e argilla depositatosi nel tardo medioevo o nella prima età moderna, che non fu rimosso fino agli anni '20 del Novecento. Il motivo della costruzione di questo tumulo sopra il mastio in rovina non è chiaro, ma potrebbe essere correlato al breve utilizzo del castello come postazione di armi durante l'epoca elisabettiana.
Un tempo nel cortile interno sorgevano numerosi altri edifici, di cui ora rimangono solo tracce. L'interno della cortina muraria era fiancheggiato da edifici domestici con struttura in legno come la grande sala, che sembra essere stata completamente ricostruita da Edoardo I nel 1301–1302 e forse in altre occasioni. Non si conosce la disposizione di questi edifici ma sono ancora visibili resti dei camini incassati nella cortina muraria. A causa dello spazio relativamente piccolo disponibile nel cortile interno, le costruzioni dovevano essere molto stretti. Nel cortile interno sono visibili anche le fondamenta in pietra di una piccola cappella. La cappella fu documentata per la prima volta nel XIII secolo e fu ricostruita nel 1302, sulle fondamenta in pietra esistenti o nel cortile esterno in una nuova posizione. L'approvvigionamento idrico del castello era assicurato da un pozzo situato accanto alla cappella. Non è mai stato completamente scavato, ma le indagini hanno rivelato che è rivestito di pietra fino a una profondità di circa 50 piedi (15 m) e con legno oltre i 15 metri.

## Storia

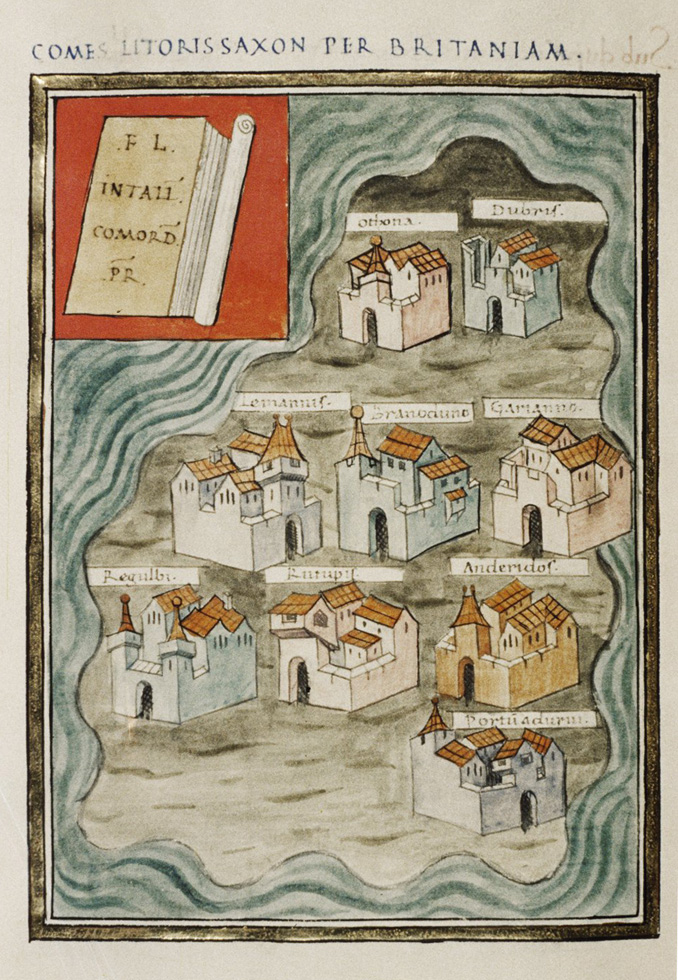
I nove forti britannici della costa sassone nella Notitia Dignitatum romana. Il castello di Pevensey o Anderitum è il terzo forte della terza fila in basso. Bodleian Library, Oxford

### Forte romano
Il castello di Pevensey fu fondato come uno dei nove forti tardo romani sul lato britannico della costa sassone (latino : Litus Saxonicum). Il forte era chiamato Anderitum, che apparentemente significa "grande guado", nella Notitia Dignitatum, un elenco di "dignità" romane (cioè uffici pubblici) a partire dal V secolo.
Per molto tempo si è pensato che il forte fosse stato costruito nella metà del IV secolo, ma è stato datato intorno al 290, sulla base della datazione di pali di legno rinvenuti sotto le mura romane in uno scavo effettuato nel 1994. Altri forti della costa sassone furono costruiti o ricostruiti in questo periodo come parte di un programma sistematico di miglioramenti alle difese costiere della Britannia romana. La costruzione dei forti della costa sassone è stata collegata sia alle incursioni dei pirati sassoni e iuti effettuavano contro le comunità lungo il Mare del Nord e la Manica, sia per difendere la Britannia da Roma stessa.
È probabile che Anderitum fosse un collegamento particolarmente importante tra forti della costa sassone, che si estendevano dall'Hampshire al Norfolk e potrebbero essere stati collegati da torri di guardia intermedie. La Notitia Dignitatum menziona una flotta che presumibilmente vi aveva sede, la Classis Anderidaensis. È possibile che agisse in coordinamento con le unità navali basate sull'altra sponda della Manica per intercettare le navi dei pirati di passaggio. Come per gli altri forti della costa sassone, la posizione di Anderitum in un porto strategico avrebbe consentito ai romani di controllare l'accesso alla costa e di impedire agli invasori di penetrare nell'entroterra. Il forte era collegato da una strada costruita in epoca tardo romana, probabilmente coeva alla fortificazione.

### Abbandono da parte dei romani e uso successivo
A differenza di molti altri forti romani, nessun insediamento civile o vicus sembra essere stato stabilito al di fuori delle mura del castello di Pevensey. Ciò fu probabilmente dovuto al fatto che il forte si trovava all'estremità di una penisola con spazio limitato per ulteriori costruzioni. Quando l'esercito romano si ritirò dalla Britannia nel 410, i civili romano-britanni si trasferirono nel forte abbandonato, forse per proteggersi dai predoni sassoni, e il suo nome continuò ad essere utilizzato fino al periodo sassone. Secondo la Cronaca anglosassone, nel 477 un'incursione sassone spinse gli abitanti locali nella foresta di Andreadsleag (che, da un altro riferimento, risulta si estendesse per oltre 200 chilometri (120 mi) dalla foce del fiume Lympne all'Hampshire). Sebbene la storia del forte in questo periodo non sia documentata, le prove archeologiche indicano che i suoi abitanti avevano legami commerciali ad ampio raggio che consentivano loro di importare merci da paesi lontani come la Macedonia e la Siria. Per pagare beni così costosi potrebbero aver esportato legname e ferro dal Sussex Weald.
La Cronaca riporta che nel 491 i sassoni Aelle e Cissa "assediarono Andredadsceaster e uccisero tutti gli abitanti". Non è chiaro se dopo questo evento il forte continuò a essere abitato. Si ritiene inoltre che l'assedio avvenne intorno al 471 invece che alla data registrata dalla Cronaca, a causa di un errore di datazione di Gildas, al cui lavoro la Cronaca si ispira. Intorno alla metà del VI secolo il forte fu occupato da una comunità sassone che ha lasciato prove della sua occupazione sotto forma di reperti in ceramica, vetro e altri oggetti. Nel tardo periodo anglosassone, Pevensey era diventato un affermato porto di pesca e produttore di sale. Mentre il moderno villaggio di Pevensey è situato interamente fuori dalle mura, sembra che il villaggio dell'XI secolo fosse situato all'interno delle mura romane. Al tempo della conquista normanna aveva una popolazione di 52 paesani, con porto e saline fuori le mura. Un insediamento civile all'interno delle mura del castello evidentemente persistette per un lungo periodo dopo la conquista, poiché una licenza del 1250 si riferisce alla fortezza romana come al "muro esterno della città".

### Periodo normanno

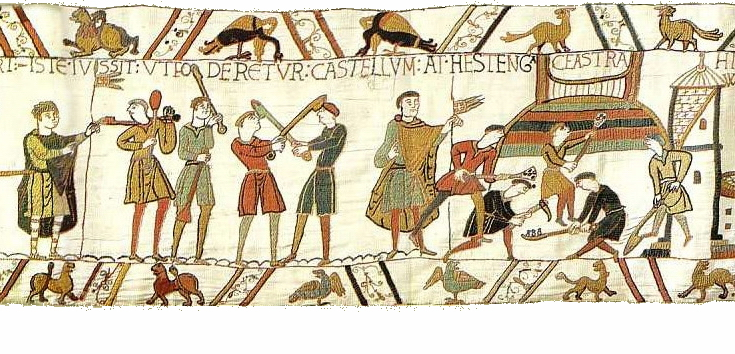
L'esercito di Guglielmo il Conquistatore costruisce un castello a Hestengaceastra nell'Arazzo di Bayeux

Anderitum era caduto in rovina al tempo della conquista normanna dell'Inghilterra, ma rimase comunque una formidabile fortificazione in una posizione molto strategica che offriva un ancoraggio naturale vicino a uno dei punti più stretti del Canale della Manica. In questo periodo la località era conosciuta come Pevensey, che significa "fiume di [un uomo chiamato] Pefen" (derivante dal nome personale anglosassone Pefen più eã, "fiume", presumibilmente un riferimento al porto di Pevensey, ora in gran parte insabbiato).
Quando Guglielmo il Conquistatore lanciò la sua invasione dell'Inghilterra sbarcando nella baia di Pevensey il 28 settembre 1066, il suo esercito si riparò per la notte in una fortificazione temporanea situata all'interno dell'antico forte romano. I normanni scavarono un fossato attraverso la strada rialzata che collegava il forte alla terraferma e ripararono le mura romane per rafforzarle. L'esercito partì per Hastings il giorno successivo, diretto allo scontro con gli anglosassoni nella battaglia di Hastings. L'Arazzo di Bayeux raffigura l'esercito di Guglielmo che costruisce un castello a "Hestengaceastra", una versione latinizzata del toponimo sassone Haestingaceaster. Poiché i toponimi con il suffisso —ceastre erano quasi sempre associati a forti romani (come Manchester, Lancaster, Doncaster ecc.) e non risulta che esistesse alcun forte romano nel sito moderno di Hastings, è stato suggerito che il nome si riferisca effettivamente ad Anderitum: in tal caso la raffigurazione nell'Arazzo potrebbe mostrare la costruzione del castello normanno temporaneo all'interno delle mura della fortezza romana.
La scelta di Pevensey da parte di Guglielmo come luogo difensivo potrebbe non essere stata interamente dovuta a ragioni pratiche militari ma anche a connotazioni politiche, per far intendere che egli era allo stesso livello dei romani. Infatti egli seguì uno schema simile anche altrove in, facendo edificare la Torre di Londra accanto alle mura cittadine romane ancora esistenti e il castello di Colchester in cima alle rovine del Tempio di Claudio.
Dopo la vittoria di Guglielmo a Hastings, il nuovo regime considerò la contea del Sussex come area di valore militare essenziale. Era sia una zona di frontiera, sia un collegamento fondamentale tra l'Inghilterra e la Normandia. Gli accordi tenuriali esistenti nella contea furono cancellati e sostituiti da cinque suddivisioni (dette rape), ciascuna delle quali fu assegnata a uno dei seguaci più importanti di Guglelmo. Ogni rape era associata a un castello importante e Pevensey era uno di questi. Nel 1067 Guglielmo lasciò l'Inghilterra per la Normandia via Pevensey. Sembra anche che abbia utilizzato il sito per distribuire terre ai suoi seguaci normanni: il castello di Pevensey e il circostante rape di Penvensey furono donati al suo fratellastro Roberto, conte di Mortain.

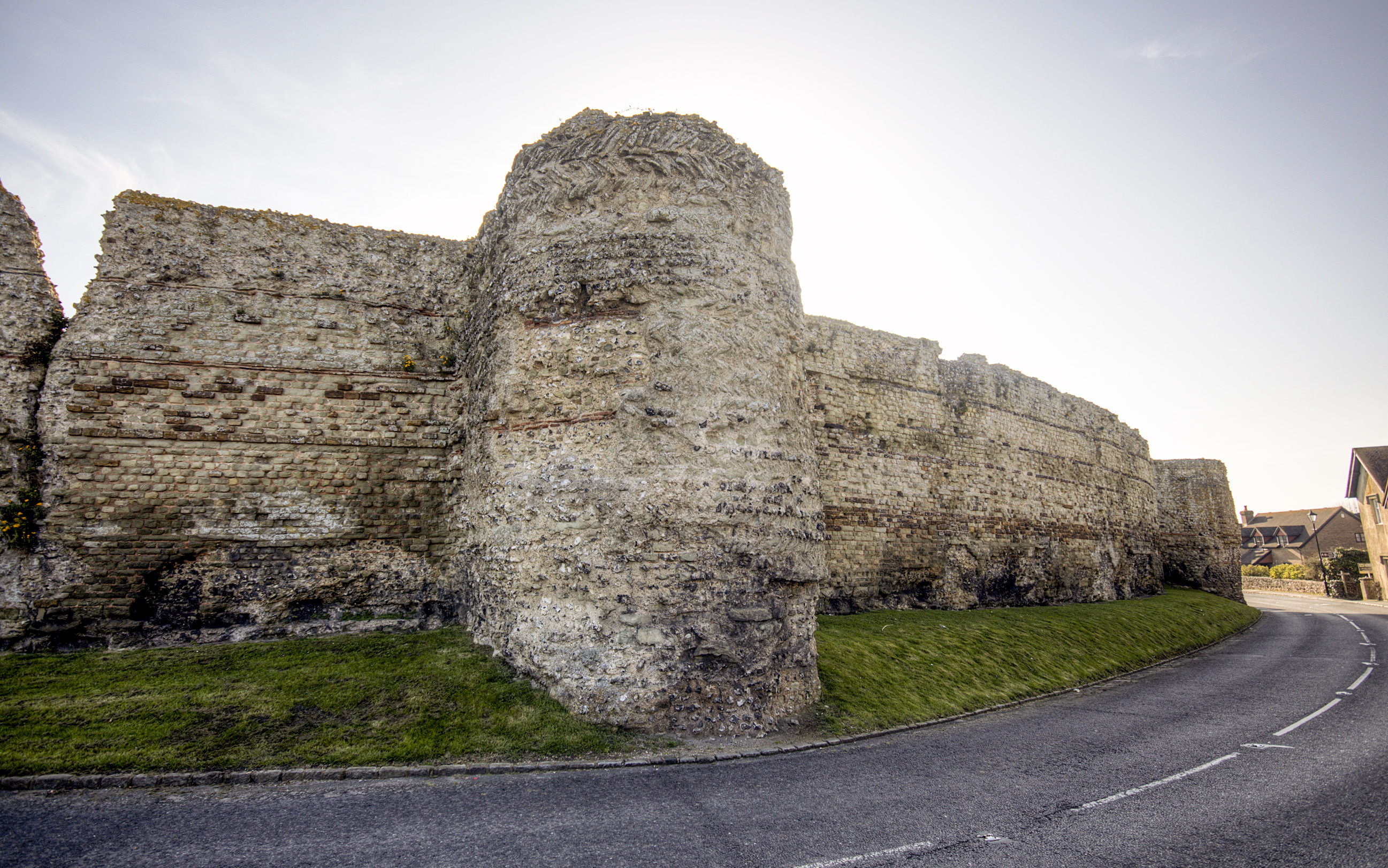
Sezione del muro romano orientale in cui si vedono le riparazioni effettuate dai normanni (la pietra in cima alla torre)

La fortificazione temporanea voluta da Guglielmo all'interno delle mura romane fu ampliata per creare un castello normanno permanente a Pevensey durante il mandato di Roberto, probabilmente negli anni '70 dell'XI secolo. Le mura romane furono ulteriormente riparate e furono creati due recinti o cortili, divisi da un fossato e da una palizzata in legno. Roberto fondò anche un piccolo borgo fuori dalle mura romane che, nel 1086, al momento della compilazione del Domesday Book risultava avere di 110 cittadini e una zecca. Il borgo potrebbe essere stato il sito originale dell'attuale villaggio di Pevensey, ma è altrettanto possibile che possa essere stato il sito del futuro villaggio di Westham, a ovest del castello, la cui disposizione ha molte somiglianze con quella di altre nuove città normanne.
Le difese del castello normanno furono messe alla prova per la prima volta durante la ribellione del 1088, quando i baroni normanni si allearono con Robert Curthose, duca di Normandia e si ribellarono al nuovo re Guglielmo II, detto il Rosso. I baroni – sostenuti anche dai fratellastri di Guglielmo il Conquistatore, il conte Roberto di Mortain e il vescovo Oddone di Bayeux –difesero il castello di Pevensey contro un esercito guidato personalmente dal nuovo re. Sebbene le difese del castello fossero abbastanza forti da resistere agli assalti provenienti da terra e dal mare, i suoi difensori furono costretti ad arrendersi quando rimasero senza cibo dopo sei settimane di assedio. A Roberto fu permesso di mantenere il castello ma suo figlio Guglielmo di Mortain ne fu privato, insieme a tutte le altre sue proprietà inglesi, per essersi ribellato contro Enrico I all'inizio del XII secolo.
Re Enrico concesse il castello di Pevensey a Gilberto I de l'Aigle ma continuò a usarlo per i propri scopi, come accadde nel 1101 quando trascorse l'estate a Pevensey per scoraggiare una minacciata invasione da parte del duca Roberto di Normandia. Pevensey fu nuovamente confiscato dalla Corona sotto il re Stefano e la famiglia de l'Aigle perse anche il resto dei possedimenti. Successivamente fu concesso a Gilberto di Clare, I conte di Pembroke che, nel 1141, assicurò la propria fedeltà alla cugina e rivale di Stefano, l'imperatrice Matilda. L'anno successivo, però, Gilberto cambiò nuovamente casacca e tornò a giurare lealtà a Stefano: ciò non impedì a Stefano di prenderlo in ostaggio nel 1147 dopo una rivolta dello zio di Gilberto, Ranulfo di Gernon, IV conte di Chester. La promessa di cedere i castelli della famiglia Clare assicurò la liberazione di Gilberto che, appena rilasciato si ribellò anche lui contro il re. In risposta, Stefano intraprese il secondo assedio del castello di Pevensey con un blocco via terra e via mare. Il castello ancora una volta si dimostrò impermeabile agli assalti diretti, ma alla fine la guarnigione morì di fame.

### Uso tardo-medievale

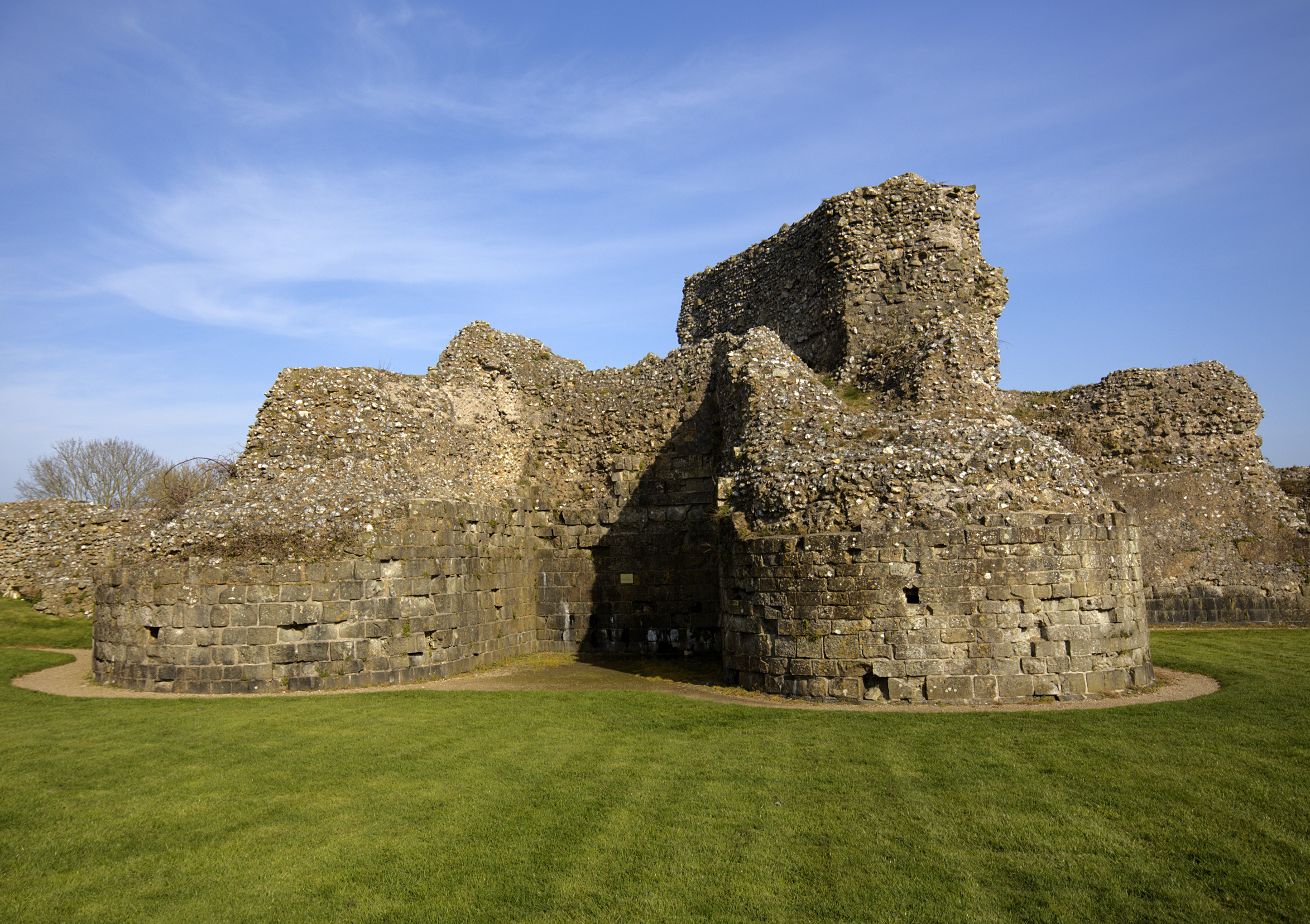
Il moncone del mastio del XIII secolo

La slealtà di Gilberto portò la Corona a impossessarsi nuovamente del castello e ad assumersi l'onere di ripararlo e mantenerlo. La spesa fu registrata nei conti del Tesoro ancora esistenti che forniscono una preziosa comprensione dello sviluppo del castello durante il tardo periodo medievale. Negli anni Ottanta del XII secolo, le difese erano una combinazione di muri in pietra (l'antica struttura romana) con modifiche normanne, oltre a lavori di sterro e palizzate in legno. Esse erano mantenute in parte da alcuni manieri locali, soggetti a un obbligo feudale chiamato heckage che imponeva loro di riparare e mantenere parti delle palizzate.
I primi nuovi importanti edifici in pietra del castello risalirebbero agli anni Novanta del XII secolo. La loro costruzione potrebbe essere indicata da una serie di cospicui pagamenti per lavori al castello durante il regno di Riccardo I. Il mastio e il corpo di guardia potrebbero essere stati costruiti sotto Riccardo, anche se la "Torre di Pevensey" menzionata nel 1130 potrebbe indicare la presenza di un precedente edificio in pietra o la vera e propria costruzione del mastio. Indipendemente dalla sua data di edificazione, il mastio fu probabilmente distrutto intorno al 1216, quando il successore di Riccardo, Giovanni, respinse un'invasione guidata dal principe Luigi di Francia. L'invasione francese durante la Prima guerra dei baroni costrinse Giovanni a ordinare lo smantellamento del castello di Pevensey, poiché non aveva abbastanza uomini per presidiarlo e non poteva permettersi che cadesse in mano francese.
Una successiva ricostruzione vide la sostituzione delle palizzate in legno del cortile interno con muri e torri in pietra (visibili ancora oggi). Non è chiaro quando accadde esattamente, ma potrebbe essere stato sotto Pietro di Savoia, conte di Richmond, a cui fu concesso il castello da Enrico III nel 1246. Non si ha notizia della ricostruzione ma nel 1254 Pietro soppresse l'obbligo feudale di mantenere le palizzate e lo sostituì con pagamenti in contanti. Il castello subì un lungo assedio solo un decennio dopo, durante la Seconda guerra dei baroni, da parte del barone ribelle Simone di Montfort, in seguito alla sconfitta di Enrico nella battaglia di Lewes. I membri sconfitti dell'esercito realista fuggirono a Pevensey, inseguiti dalle forze di Montfort, ma la guarnigione rifiutò l'invito alla resa e sopportò più di un anno di assedio. Gli avversari non riuscirono a impedire che i rifornimenti raggiungessero il castello nonostante avessero scavato un fossato per tagliarlo fuori dalla terraferma. La guarnigione razziò le campagne circostanti e cercò di ottenere nuovi rifornimenti di uomini e armi via mare nel dicembre 1264. L'assedio, costoso e inefficace, fu infine tolto nel luglio 1265. Conosciamo il nome di almeno uno dei difensori del castello dagli archivi sabaudi conservati a Torino, quello di Nantelme de Cholay, vassallo di Pietro di Savoia come Seigneur de Faucigny dell'attuale Choulex vicino a Ginevra. Sappiamo che Cholay aveva degli alleati con sé poiché la fonte cita anche i suoi sociorum. L'assedio provocò ingenti danni al castello, in particolare la caduta delle mura romane sul lato sud. Anche le chiese parrocchiali di Pevensey e Westham subirono danni, che gli aggressori potrebbero aver causato utilizzandole come castelli d'assedio (fortezze temporanee e piattaforme di artiglieria).
Pietro continuò a controllare il castello di Pevensey dopo la sconfitta e la morte di de Montfort nella battaglia di Evesham nell'agosto 1265. Dopo la morte di Pietro, la regina Eleonora di Provenza, moglie di Enrico III, acquistò il castello, che rimase con la Corona per un altro secolo sotto il controllo di diverse regine consorti, tra cui Isabella, moglie di Edoardo II, e Filippa, moglie di Edoardo III, che erano responsabili della nomina dei guardiani del castello. A quest'epoca, l'insabbiamento della baia di Pevensey stava evidentemente impattando sulla capacità della guarnigione di rifornirsi via mare. I resoconti del 1288 indicano che l'accesso via mare stava diventando sempre più difficile e causava problemi nello scarico delle merci. Tuttavia, il castello continuò a svolgere un ruolo significativo nella difesa della costa meridionale dalle incursioni francesi e fu occupato per gran parte del XIV secolo da una guarnigione composta da venti a trenta uomini, tra cui di solito figuravano dieci uomini d'arme, venti arcieri e un guardiano, a cui venivano fornite provviste e armature. Nel 1377, cinque anni dopo aver preso possesso del castello, il duca di Lancaster, Giovanni di Gaunt, si rifiutò di fornire una guarnigione, affermando di essere abbastanza ricco da ricostruirlo se un attacco francese lo avesse distrutto. Le sue azioni attirarono l'ostilità del pubblico che culminò durante la rivolta dei contadini del 1381, quando una folla attaccò il castello, bruciò i suoi registri di corte e malmenò l'amministratore.

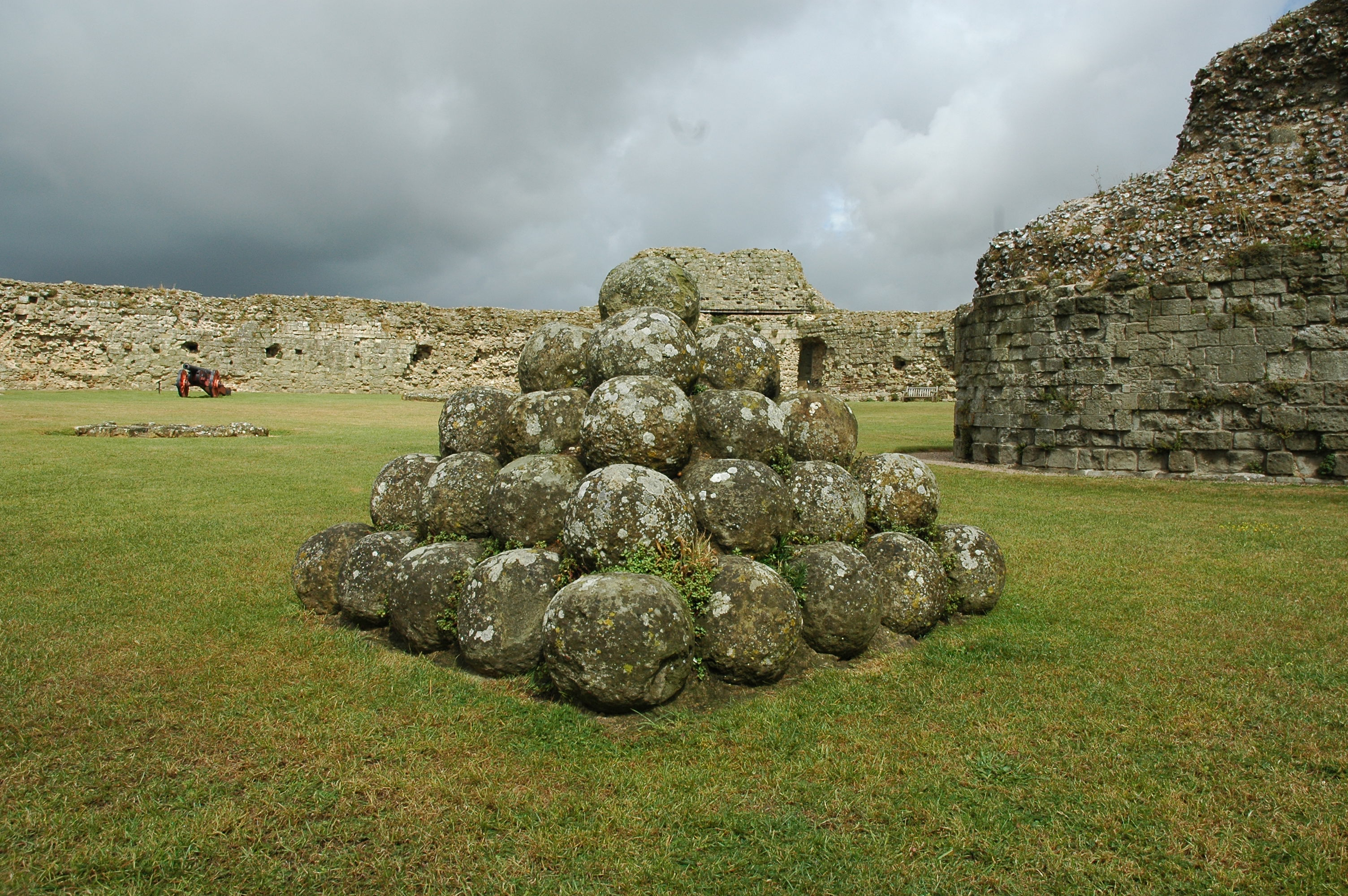
Munizioni per catapulta o trabucco nel cortile interno

Durante il XIV secolo, il castello subì ripetuti lavori di riparazione, anche se la scarsa manutenzione e la corruzione sembrano aver causato un rapido deterioramento della sua struttura. Gli edifici principali del cortile interno furono completamente ricostruiti nel 1301 ma furono segnalati in condizioni rovinose solo cinque anni dopo. L'agente del castello, Roger de Levelande, fu accusato di aver spogliato illecitamente i beni del castello demolendo e vendendo il ponte di legno che lo collegava alla terraferma. Alcuni "guardiani" furono accusati anche di aver bruciato le travi di un fienile in disuso. Fu stimato che la riparazione del danno risultante e del continuo deterioramento strutturale della cortina muraria sarebbe costata oltre 1.000 sterline. Intorno al 1325 il mastio fu in parte demolito e ricostruito. È possibile che a questo punto la cortina muraria romana fosse in uno stato così malandato da non essere più considerata parte delle difese del castello. Vari documenti della fine del XIII e dell'inizio del XIV secolo descrivono come sezioni del muro fossero cadute o fossero state distrutte durante gli assedi. Il crollo del muro sul lato nord-ovest si ritiene sia avvenuto non più tardi della metà del XIII secolo e questo evento potrebbe aver reso in seguito indifendibile il cortile esterno.
Il castello di Pevensey fu nuovamente assediato per la quarta e ultima volta nella sua storia nel 1399. A quest'epoca era controllato da Sir John Pelham, uno dei servitori di Gaunt, che era stato nominato guardiano nel 1394. Pelham sosteneva il figlio di Gaunt, Henry Bolingbroke – il successivo Enrico IV – nella sua ribellione contro Riccardo II. Le forze di Riccardo assediarono il castello, intrappolando Pelham e la guarnigione all'interno.
L'assedio fallì, Bolingbroke fu incoronato e il nuovo re concesse a Pelham il castello e gli onori di Pevensey come ricompensa per la sua lealtà. I re Lancaster successivamente utilizzarono il castello come prigione per nobili di alto rango. Tra i suoi prigionieri vi furono il re Giacomo I di Scozia, che fu catturato mentre era in viaggio verso la Francia nel 1405, ed Edoardo di Norwich, II duca di York, che fu trattenuto a Pevensey dopo essere stato coinvolto in un complotto contro Enrico IV. Alla sua morte, Edward donò 20 sterline nel suo testamento a uno dei suoi carcerieri, Thomas Playsted, "per la gentilezza che mi mostrò quando ero in custodia a Pevensey". La seconda moglie di Enrico IV, Giovanna di Navarra, fu imprigionata dal figliastro di Giovanna, Enrico V, con l'accusa di aver complottato per ucciderlo attraverso la stregoneria; fu trattenuta a Pevensey tra il dicembre 1419 e il marzo 1420 prima di essere trasferita al castello di Leeds nel Kent e infine rilasciata nel 1422. Quando la dinastia Tudor subentrò, il castello fu abbandonato e nel 1573 fu registrato come in rovina.

### Utilizzo in epoca moderna

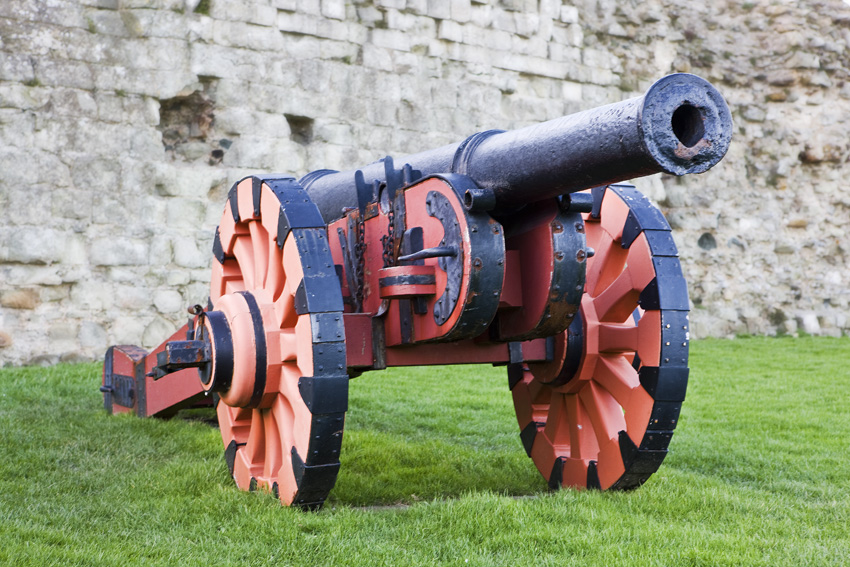
Cannone elisabettiano al castello di Pevensey, montato su una copia dell'affusto

Elisabetta I ordinò che i resti del castello fossero "completamente rasi al suolo", ma il suo ordine non fu eseguito. Nel 1587, il castello fu nuovamente occupato, anche se non ricostruito, per fungere da postazione di tiro contro la minaccia di un'invasione spagnola. Nel cortile esterno, rivolta a sud, sopra la sezione crollata delle mura romane, fu costruita una postazione in terra a forma di U sulla quale nel 1588 vennero posizionate due mezze colubrine per contrastare l'arrivo dell'Invincibile Armada, sebbene l'invasione fallì e non furono mai effettivamente usate. Una delle colubrine, che presenta una rosa Tudor e le iniziali ER (Elizabeth Regina), è stata conservata e può essere vista nel cortile interno del castello montata su una replica dell'affusto. Sebbene all'epoca l'arma fosse considerata "di modico valore" ora è uno dei pochi cannoni in ghisa di epoca elisabettiana ad essere sopravvissuto. Quasi certamente fu prodotto localmente nel Sussex Weald.
Il castello di Pevensey rimase abbandonato e fatiscente dalla fine del XVI secolo al primo quarto del XX. Fu quasi demolito durante il periodo del Commonwealth inglese nel XVII secolo, quando i commissari parlamentari di Oliver Cromwell lo vendettero per 40 sterline a un costruttore, John Warr di Westminster, che intendeva utilizzare le sue pietre. Tuttavia furono fatti pochissimi lavori e la Corona riacquistò il castello nel 1660. Ritornò in possesso della famiglia Pelham, finché nel 1730 il duca di Newcastle lo cedette a Spencer Compton, I conte di Wilmington. Successivamente fu acquisito dalla Casa di Cavendish. Nel 1925 il suo ultimo proprietario privato, il nono duca di Devonshire, cedette il castello allo stato come monumento storico, che fu sottoposto a riparazioni e alcune ricostruzioni sotto la supervisione del ministero dei Lavori pubblici.

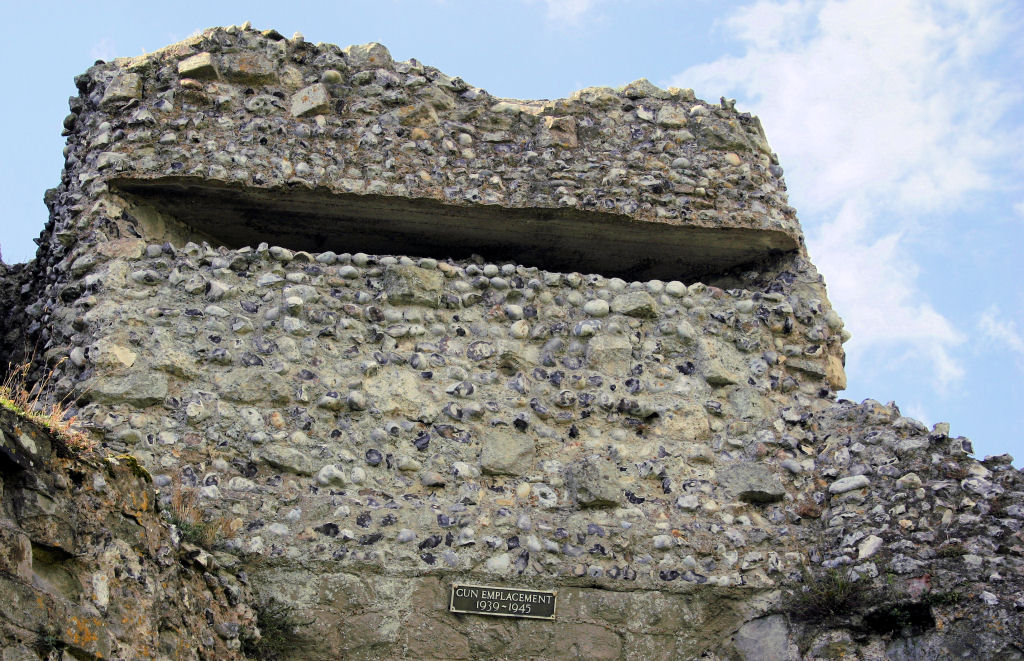
Postazione di mitragliatrice della Seconda guerra mondiale incorporata nel mastio di Pevensey, esposta a est e abilmente mascherata

Il castello acquisì nuova importanza militare nel 1940, quando la costa esposta e l'entroterra piatto di Pevensey divennero una possibile area bersaglio per un'invasione tedesca dopo la caduta della Francia. Fu rioccupato dai militari per la prima volta in oltre 400 anni, presidato da truppe britanniche e canadesi dal maggio 1940 e successivamente anche dagli americani. Le torri del cortile interno furono trasformate in alloggi per le truppe rivestendo le pareti con mattoni e posando pavimenti in legno. Furono costruite nuove difese perimetrali e postazioni di mitragliatrici nelle mura, camuffate per sembrare parte della struttura originale. All'ingresso della porta occidentale romana fu eretto un fortino anticarro. Le porte principali e posteriori del cortile interno furono bloccate da muri di cemento e mattoni e lungo le aree in cui era crollata la cortina muraria romana furono installati cubi anticarro. La preoccupazione principale era che un invasore avrebbe potuto catturare il castello e utilizzarne l'interno come baluardo. Fu riorganizzato per fare in modo che le nuove misure difensive lo rendessero "a prova di carro armato al 100%" e che un nemico non sarebbe stato in grado di avvicinarsi entro una distanza di 2 000 iarde (1 800 m). Anche l'Aeronautica militare degli Stati Uniti lo utilizzò come centro di direzione radio dall'inizio del 1944.
Nel 1945 il castello tornò sotto il controllo civile. Il fortino e le ostruzioni furono demoliti ma si decise di lasciare al loro posto le postazioni delle mitragliatrici per illustrare il capitolo più recente della storia del castello. Il castello è ora gestito dall'English Heritage ed è aperto al pubblico.

## Scavi archeologici
Il castello di Pevensey è stato oggetto di numerosi scavi e indagini archeologiche negli ultimi 300 anni. Il primo scavo registrato sul sito ebbe luogo nel 1710, quando il vicario di Pevensey cercò di scavare un canale dal fossato del castello per convogliare l'acqua al villaggio. Il progetto prevedeva lo scavo sotto la cortina muraria romana, circostanza che rivelò come era stato costruito il muro, poggiante su una fondazione di pali e travi di quercia ricoperti di macerie che furono descritti come "privi di sintomi di decomposizione, e anche le foglie di sterpi che erano stati gettati dentro furono trovate altrettanto ben conservate".
La Società archeologica del Sussex, oggi la più antica società archeologica d'Inghilterra, fu fondata all'interno delle mura del castello il 9 luglio 1846. Sei anni dopo, due antiquari, Mark Antony Lower e Charles Roach Smith, ottennero il permesso dal Duca di Devonshire di effettuare uno scavo del castello con il sostegno degli sponsor e della Ferrovia London, Brighton e costa del Sud, che fornì il trasporto gratuito. Gli scavi furono concentrati sulla porta romana occidentale e sulla postierla nord. Iniziarono nell'agosto del 1852 e continuarono fino a novembre, portando alla luce diverse monete romane del IV secolo, numerose palle di catapulte in pietra e le fondamenta della cappella nel cortile interno. Nello stesso periodo il custode del castello scoprì anche il pozzo.
Ulteriori scavi furono condotti da Louis Salzmann tra il 1906 e il 1908, in particolare nel settore nord-ovest del forte romano, nella porta orientale e sulla postierla nord. Harry Sands intraprese la rimozione dei detriti intorno al torrione del castello medievale nel 1906 e scavi più estesi nel 1910. Ulteriori lavori di sgombero ebbero luogo nel 1926 in seguito all'acquisizione del castello da parte dello stato. Nel 1936 Frank Cottrill effettuò uno scavo durato otto mesi nell'area del cortile esterno. B. W. Pearce scavò all'esterno della porta occidentale romana nel 1938 e ripulì il fossato dai detriti l'anno successivo. La Seconda guerra mondiale pose fine a qualsiasi ulteriore lavoro e solo nel 1964 ebbe luogo un'esplorazione limitata da parte di Stuart Rigold all'esterno della postierla sud-orientale del cortile interno. Nel 1993-1995, un team dell'Università di Reading guidato dal professor Michael Fulford ha effettuato una serie di scavi nell'area del mastio e sul lato est della fortezza romana. Gli scavi hanno portato alla luce prove della datazione del forte romano intorno al 290, tra cui una moneta del regno di Allectus risalente a quarant'anni prima rispetto alla precedente datazione della costruzione. Nel 2019 è stata effettuata un'indagine geofisica del cortile esterno.

### Ulteriori approfondimenti
- (EN) Mark Bowden, Allan Brodie e Fiona Small, Pevensey Castle, Pevensey, East Sussex: Architectural, Archaeological and Aerial Investigation (PDF), 2019. Ospitato su Historic England.
- (EN) Anthony Chapman, The gatehouse of Pevensey Castle (PDF), collana Sussex Archaeological Collections, n. 145, 2007,  pp. 97-118, DOI:10.5284/1086050, ISSN 0143-8204 (WC · ACNP).
- (EN) Scott Chaussée, Report on the geophysical survey at Pevensey Roman Shore Fort and Castle, GeoTechnê Prospection, 2019.
- (EN) Roy Porter, Pevensey Castle, English Heritage, 2020, ISBN 978-1-910907-41-2.